# Повелитель мух (спектакль МДТ)
«Повелитель мух» — спектакль Академического Малого Драматического театра – Театра Европы, поставленный режиссёром  Львом Додиным по одноимённому роману Уильяма Голдинга. Спектакль создан при поддержке Генерального партнера театра: Фонда Культурных инициатив Михаила Прохорова.

## О спектакле
В первый раз  Лев Додин обратился к роману «Повелитель мух» в 1986 году. Спектакль-предупреждение о том, как дети, попав на необитаемый остров, становятся дикарями и убийцами, быстро стал культовым. Премьера состоялась 24 июля 1986 года. В 1989 году состоялись гастроли спектакля в Токио (Япония). Спектакль шёл на сцене около десяти лет, в середине 1990-х годов спектакль был вынужденно снят с репертуара в связи с кражей со склада декораций.
В 2009 году  Лев Додин возобновил легендарный спектакль с новым составом молодых актёров и новым взглядом на роман. Премьера спектакля состоялась 4 июня 2009 года.

## Создатели спектакля
- Постановка  Льва Додина
- Инсценировка Найджел Уильямс
- Сценография и костюмы Давида Боровского
- Реализация сценографии Алексея Порая-Кошица
- Режиссёр-ассистент — Валерий Галендеев
- Ассистенты режиссера — Наталья Колотова, Олег Дмитриев, Владимир Селезнев
- Педагоги-репетиторы — Михаил Александров, Юрий Хaмутянский

В спектакле использованы духовные песнопения XIII—XVI веков и мелодия, сочинённая Дмитрием Покровским.

## Действующие лица и исполнители
| Роль          | Состав редакции 1986 г.       | Состав редакции 2009 года                                   |
| ------------- | ----------------------------- | ----------------------------------------------------------- |
| Ральф         | Пётр Семак                    | Данила Козловский Евгений Санников Никита Каратаев          |
| Джек          | Владимир Осипчук Игорь Скляр  | Владимир Селезнев Никита Сидоров                            |
| Хрюша         | Григорий Дитятковский         | Александр Быковский                                         |
| Саймон        | Сергей Бехтерев Игорь Скляр   | Станислав Никольский Евгений Зайфрид                        |
| Роджер        | Владимир Захарьев             | Алексей Морозов Артур Козин Иван Чепура Егор Аверин         |
| Роберт        | Михаил Самочко                |                                                             |
| Эрик          | Сергей Власов                 | Олег Рязанцев Сергей Серёгин Виталий Андреев Никита Сухарев |
| Сэм           | Сергей Бехтерев               | Дмитрий Луговкин Андрей Кондратьев Михаил Титоренко         |
| Уилфрид       | Аркадий Коваль Роман Смирнов  |                                                             |
| Морис         | Игорь Иванов                  | Данила Шевченко Леонид Луценко                              |
| Стенли        | Аркадий Коваль Николай Павлов | Павел Грязнов Евгений Зарубин Евгений Шолков                |
| Билл          | Сергей Козырев Николай Павлов | Станислав Ткаченко Иван Чепура                              |
| Уолтер        | Владимир Артёмов              |                                                             |
| Персиваль     |                               | Максим Павленко Никита Васильев Ярослав Дяченко             |
| Харольд       | Олег Дмитриев                 | Никита Сидоров Евгений Шолков Никита Каратаев               |
| Звуки острова | Борис Бабинцев                | Михаил Александров                                          |

## Отзывы о спектакле
- Тему нового «Повелителя мух» в МДТ можно назвать темой торжествующего инфантилизма — одной из наиболее актуальных тем дня сегодняшнего. Дети, упорно не желающие взрослеть, брать на себя ответственность за свои поступки и решения, — главные герои начала XXI века. (Ольга Егошина)
- Вместе с ними Додин тоже впал в «неслыханную простоту». И не случайно. В новом «Повелителе мух» он не исследует, не сострадает. Он работает в жанре предупреждения катастрофы, а это требует не тонко-психологических, а грубо-агитационных форм. Иначе — не услышат. (Алена Карась)
- Сегодня, по Додину, опасная грань, за которой люди превращаются в животных, успешно пройдена. Предостерегать уже поздно — настало время обличать. (Дмитрий Ренанский)
- Додина в этом спектакле не интересует частная судьба. Он мыслит масштабнее, в формате целого мира. Именно в мире, по его мнению, нет тенденции к улучшению. Скорее всего, впереди — пропасть. Таковы итоги, признать которые надо иметь большую смелость. У Льва Додина она есть. (Павлюченко Катерина)
- Во второй додинской версии детей нет, есть маленькие взрослые, есть ослепительные блики десятков софитов (очевидно, отсветы далекой атомной войны), и есть уверенность постановщика, что жертвы катастрофы способны произвести только новую катастрофу. (Жанна Зарецкая)

## Пресса о спектакле
- Пронин. «Не добрый и не злой» Коммерсантъ, 08.06.2009
- Ольга Егошина. «Спаситель не придет» Новые известия 09.06.2009
- Алена Карась. «В МДТ — Театре Европы вновь поставили „Повелителя мух“» Архивная копия от 16 апреля 2013 на Wayback Machine Российская газета, 03.07.2009
- Дмитрий Ренанский. «Повелитель мух» Льва Додина в МДТ Архивная копия от 28 октября 2017 на Wayback Machine OPENSPACE.RU, 15.07.2009
- Татьяна Джурова. Отделение от котлет Архивная копия от 24 января 2018 на Wayback Machine. Коммерсант.ру. 29.05.2009
- Катерина Павлюченко. Санкт-Петербург / В России Архивная копия от 1 декабря 2017 на Wayback Machine. Страстной бульвар, 10, Выпуск № 5-125/2010
- Евгений Авраменко. «Дистиллированная трагедия» Архивная копия от 12 октября 2017 на Wayback Machine ПТЖ, 2009, № 3 (57)
- Егор Королев. «„Повелитель мух“ МДТ // Лев Додин» Политграмота, 20.12.2011
- Елена Бачманова. У каждого свой Веельзевул Архивная копия от 24 января 2018 на Wayback Machine. musecube, 14.03.2014
- Анна Коротина, «Повелитель мух» в МДТ Архивная копия от 26 марта 2016 на Wayback Machine «The neva», 04.01.2015
- Катерина Воскресенская. «Повелитель мух: спасения нет» Архивная копия от 18 марта 2017 на Wayback Machine Портал «Субкультура», 27.05.2016